# Byongjin

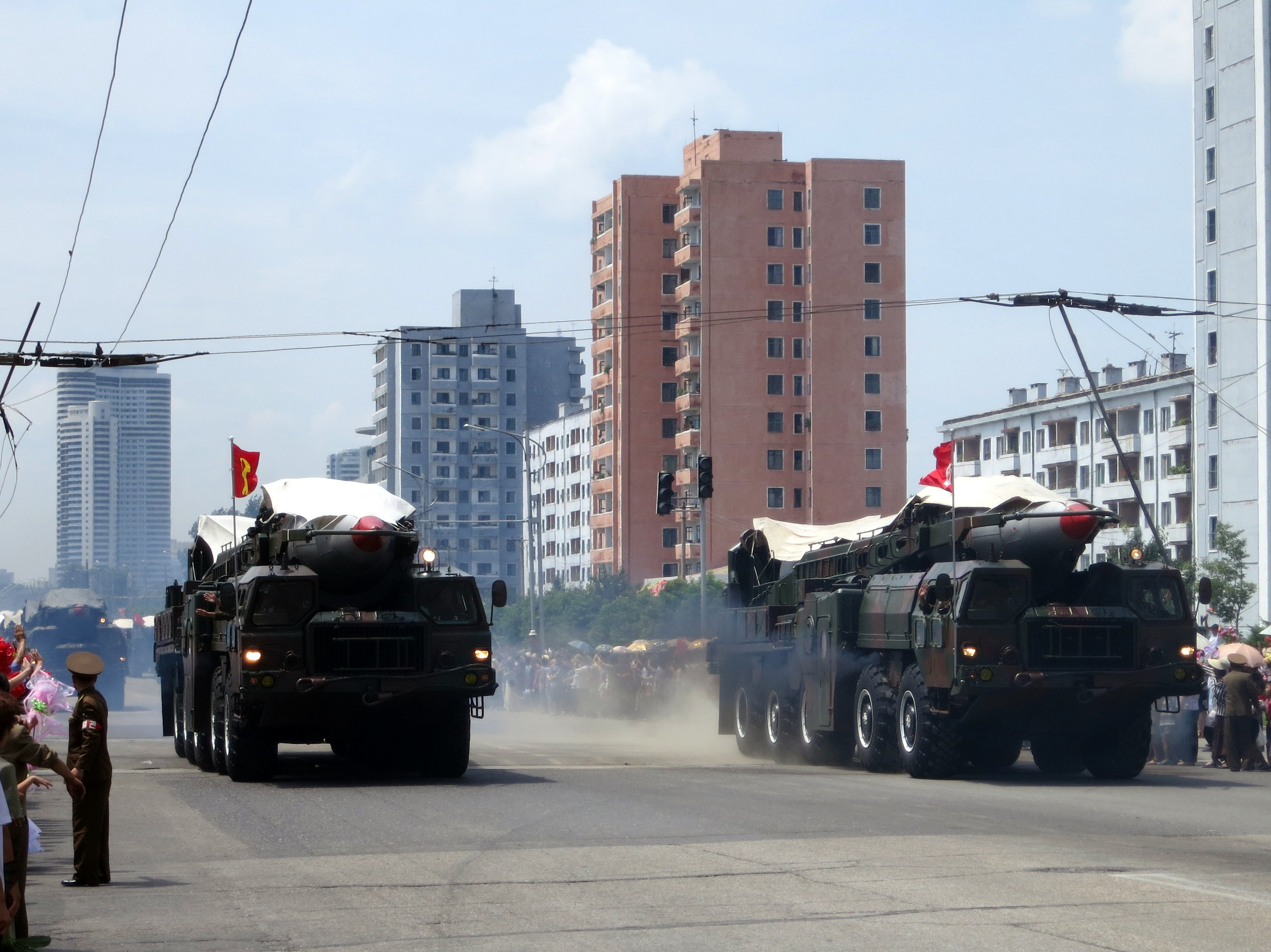
Lors du défilé du Jour de la Victoire en 2013, l'étalage des missiles balistiques témoigne de la volonté de l'État de Corée du Nord, de se doter d'un arsenal militaire (nucléaire et balistique), et de le montrer au monde (influence vers l’extérieur), et à sa population (influence vers l'intérieur).

La politique du Byongjin (en anglais byungjin, en français double-poussée, ou plus rarement progrès en tandem ou codéveloppement) est une politique engagée depuis 2013 pour le développement économique en même temps que le développement de l'arme nucléaire (de la défense) en Corée du Nord par le dirigeant et chef suprême Kim Jong-un,. Cette politique succède à celle du Songun (« l'armée d'abord ») engagée par son père Kim Jong-il. Cette politique s'inscrit dans l'idéologie de l’État nord-coréen du Juche, basée sur l'indépendance avec l'autonomie militaire, l'autosuffisance économique et l'indépendance politique. Cette politique prône un développement théoriquement aussi important pour les deux domaines.
La politique du Byongjin est définie par un livre publié en Corée du Nord (le Looking at Today’s Choson from 100 Questions 100 Answers[Information douteuse]), comme suit : « En s'appuyant sur l'industrie de l'énergie nucléaire, elle développera la capacité nucléaire et résoudra la pénurie d'énergie, renforçant ainsi la capacité de défense et construisant l'économie pour améliorer le niveau de vie de la population. ».
La politique du Byongjin a été adoptée le 31 mars 2013 par le Comité central du Parti du travail de Corée et a été réaffirmée par Kim Jung-un lors du 7e congrès du Parti du travail en 2016.
Le volet « Développement nucléaire » a été annoncé comme étant accompli – le 20 avril 2018 pendant une réunion du Comité central du Parti du Travail – par Kim Jong-un justifiant sa « nouvelle ligne stratégique » à l'approche du Sommet inter-coréen de 2018 et du sommet avec le président des États-Unis, Donald Trump,. Dans le même temps, en avril 2018, Kim Jong-un a annoncé que le second objectif, « le développement de l’économie socialiste », demande maintenant à être « approfondi ». Partant de cette volonté, Kim Jong-un a annoncé – le 20 avril 2018 pendant une réunion du Comité central du Parti du Travail – une Nouvelle ligne stratégique ((en)New Strategic Line) pour concentrer tous les efforts sur la construction économique socialiste, justifiant l'ouverture du dialogue avec la Corée du Sud de Moon Jae-in.

## Contexte
Le 10 janvier 2003, la Corée du Nord se retire du Traité sur la non-prolifération des armes nucléaires.

Entre 2006 et 2017, la Corée du Nord a procédé à 6 essais nucléaires. Dans ce même laps de temps, il y a eu 8 huit sanctions onusiennes contre la Corée du Nord, les 4 premières concernant les secteurs militaires et scientifiques, les 4 suivantes les domaines économiques et commerciaux, notamment avec la limitation d'exportation en Chine de charbon (et d'exportation à l’étranger d'autres produits comme les produits textiles, le charbon, l’acier, le plomb ou les fruits de mer), et la limitation d'importation de pétrole.

En 2012, la Corée du Nord s'est définie, dans une nouvelle constitution, comme « un État doté de l’arme nucléaire ».

En 2017, les États-Unis voulaient un embargo total sur la Corée du Nord mais la Chine s’y est opposée.

## Précédent historique
Kim Jong-un reprend à son compte la doctrine initiée par son grand-père, Kim Il-sung, qui la présenta la première fois en public lors d'un grand discours en décembre 1962 lors d'une réunion du Comité central du Parti du Travail. Cette politique du byongjin, à l'époque de Kim Il-sung, était davantage axée sur la défense militaire du pays que sur le développement économique, en raison du conflit sino-soviétique ainsi que de la crise des missiles cubains, donnant ainsi la priorité à l'allocation de ressources limitées au secteur de la défense au détriment du développement économique.
En conséquence, la Corée du Nord a tardé à déclarer l'achèvement du « plan de 7 ans » qu'elle avait lancé en 1961 jusqu'en 1970, soit donc 9 ans plus tard. Ses objectifs n'ont pas été atteints.
L'État de Corée du Nord a lancé une multitude de plans de développement dans son histoire, deux plans annuels de développement (en 1947 et 1948), et un plan biennal (entre 1949 et 1950) avant la guerre et, un plan triennal après la guerre (entre 1954 et 1956), un plan quinquennal (entre 1957 et 1961), un plan septennal (entre 1961 et 1967) qui a été prolongé jusqu'en 1970, suivi de trois autres plans septennaux (entre 1971 et 1976 avec une année de réajustement, puis de 1978 à 1984 ; puis le dernier entre 1985 et 1991). Depuis l'année 1991, la Corée du Nord ne pratique plus de plan de développement.

## Développement de l'économie
L'axe économique est présenté par Kim Jong-un lors de son discours de janvier 2012 par cet objectif : « plus personne ne souffre plus de la faim »[réf. nécessaire], en référence à la période de famine des années 1990.
L’État de Corée du Nord ne publiant pas de statistiques officielles, les estimations concernant son économie ne sont donc pas fiables. Les indicateurs traditionnels d'évaluation de la croissance économique (PIB) sont réalisés par une organisation de Corée du Sud, la Banque de Corée (de Corée du Sud), rendant les chiffres dépendants de l'état des relations internationales entre les deux États de Corée. Ceci rendant le PIB, tantôt surestimé ou tantôt sous-estimé, en fonction des moments d'amélioration ou de dégradation des relations diplomatiques inter-coréennes.
Le principe de ce volet est de tendre vers le renforcement de la croissance économique.
Cette phase de développement économique souhaité a été annoncée lors du premier discours de politique générale de Kim Jong-un, mettant au premier plan « le bien-être du peuple ».
Les réformes économiques engagées depuis les années 2000 sont comparables aux réformes chinoises de 1978 mais ces réformes s’effectuent avec les « caractéristiques nord-coréennes », à un rythme adapté avec prudence pour ne pas déstabiliser le pouvoir de la dynastie Kim.
Kim Jong-un a lancé un plan économique quinquennal 2016-2020 centré sur l’exploitation des ressources naturelles, du développement des infrastructures et de l'industrie,. En parallèle ce plan préconise la création de coentreprises internationales, Kim Jong-un a lancé 14 Zones économiques spéciales (ZES ou SEZ en anglais) en 2013, 6 en 2014 et 2 en 2015. Parmi elles, 4 principales considérées comme des priorités nationales : Rason, Wonsan et la zone touristique des monts Kumgang, Sinuiju, Unjong (près de Pyongyang).
Selon Dorian Malovic « Câbles électriques, turbines, générateurs, salle de contrôle automatisée et gérée par ordinateur « made in Korea » (Corée du Nord) ou d’origine taïwanaise (Système d’exploitation Windows 10) – bien branchés et en fonctionnement – illustrent la maîtrise technologique et informatique des ingénieurs nord-coréens. ».
Selon Dorian Malovic « l’existence de ces produits de beauté témoigne d’une vitalité de l’économie et du commerce nord-coréen qui a vu naître une classe d’hommes d’affaires (les Donju, « Maîtres de l’argent ») qui paye en cash et en devises chinoise, américaine ou européenne ».

## Développement des armes nucléaires
Le principe de ce volet est de développer l'arme atomique de dissuasion et des missiles intercontinentaux.
L'agence de presse nord-coréenne KCNA cite plusieurs tests liés aux armes : une bombe à hydrogène (test nucléaire), le missile balistique lancé par sous-marin, le nouveau type fusée de lancement de gros calibre, la simulation de la ré-entrée dans l'atmosphère d'un missile de type balistique à moteur à combustible solide, qui renforce la puissance des missiles balistiques - disant que le pays a « à la fois nominalement et virtuellement montré son statut de puissance nucléaire mondiale ».

## Réception en Corée du Nord
L'armée se méfie de cette politique qui est perçu comme pouvant amputer son pouvoir et les donju en sont mécontent.

## Nouvelle Ligne Stratégique
Le volet « Développement nucléaire » a été annoncé comme étant accompli – le 20 avril 2018 pendant une réunion du Comité central du Parti du Travail – par Kim Jong-un justifiant sa « nouvelle ligne stratégique » à l'approche du Sommet inter-coréen de 2018 et du sommet avec le président des États-Unis, Donald Trump,. Dans le même temps, en avril 2018, Kim Jong-un a annoncé que le second objectif, « le développement de l’économie socialiste », demande maintenant à être « approfondi ». Partant de cette volonté, Kim Jong-un a annoncé une Nouvelle ligne stratégique ((en)New Strategic Line) pour concentrer tous les efforts sur la construction économique socialiste. Cette nouvelle ligne consiste à passer d'une approche où l'armée prime « l'armée d'abord », à une approche où l'économie prime « l'économie d'abord ».
Cette redirection de sa politique du Byongjin vers la Nouvelle Ligne Stratégique s'effectue après une série de 6 sommets internationaux dans la première moitié de l'année 2018 avec la Chine (Rencontre Kim-Xi), la Corée du Sud (Sommet inter-coréen de 2018) et les États-Unis (sommet de juin 2018). Cette volonté de Kim Jong-un de développer l'économie nord-coréenne est donc incarné par ses critiques ouvertes de négligence et de mauvaises performances économiques des fonctionnaires impliqués. ainsi que par ses tentatives d'adoucir les sanctions internationales et bilatérales présentes sur la Corée du Nord et d'acquérir l'accès aux marchés extérieurs ainsi qu'un financement du développement économique et de la croissance.

## Critique de cette politique
Selon la Corée du Sud et les États-Unis, cette politique du byongjin est une impasse.